# Zestaw NPS-3
Zestaw NPS-3 (ros. Установка НПС-3) – radziecki forteczny zestaw broni maszynowej (stanowisko) z przełomu lat 30. i 40. XX wieku, skonstruowany na potrzeby budowanych w tym czasie umocnień na nowej zachodniej granicy państwowej, tzw. Linii Mołotowa. Składał się z ciężkiego karabinu maszynowego Maxim wz. 1910/1930 kalibru 7,62 mm, zamontowanego na lawecie i osadzonego w pancerzu skrzyniowym. Stanowisko NPS-3 było podstawowym uzbrojeniem schronów broni maszynowej do prowadzenia ognia czołowego oraz kaponier i półkaponier przeciwpancernych i broni maszynowej do prowadzenia ognia bocznego zbudowanych na Linii Mołotowa.

## Historia i użycie

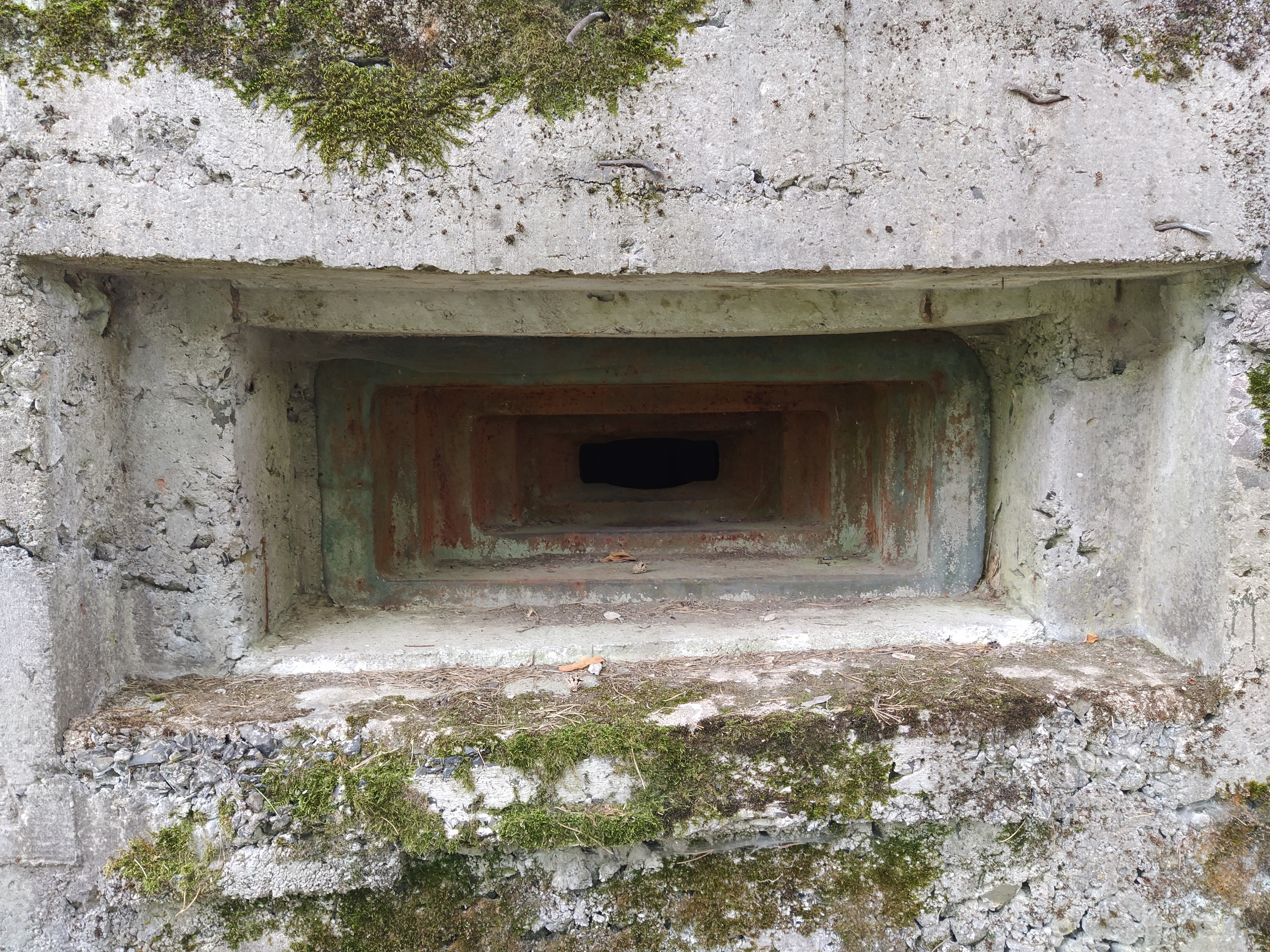
Widok zewnętrzny ambrazury z pancerzem NPS-3

Budowane w latach 30. obiekty obronne tzw. Linii Stalina były w 90% schronami uzbrojonymi w broń maszynową, zamontowaną na stanowiskach nie zapewniających hermetyczności (pancerzach typu Juszina oraz P-31) lub w nieopancerzonych żelbetowych lub betonowych strzelnicach. Zostało to negatywnie ocenione przez komisję badającą w 1937 roku stan umocnień na zachodniej granicy państwowej. Wiosną 1938 roku komisja opracowała założenia dla nowych systemów uzbrojenia, w których oprócz dotychczasowych priorytetów (dużej szybkostrzelności oraz długotrwałego prowadzenia ognia) podniesiono kwestię zapewnienia hermetyczności i odporności na ostrzał broni przeciwpancernej.
W zestawie zastosowano zamontowany w pancerzu skrzyniowym chłodzony wodą ciężki karabin maszynowy Maxim wz. 1910/1930 kalibru 7,62 mm, co spowodowało konieczność instalacji w schronach urządzeń hydraulicznych zapewniających dopływ do chłodnicy zimnej wody i odprowadzania gorącej. Kolejnym wymaganiem było posiadanie przez schron źródła energii elektrycznej, która niezbędna była do zasilania układu usuwania gazów prochowych czy podświetlania celownika optycznego.
Produkcję zestawów rozpoczęło kilka fabryk: Zakład Nr 92 (ros. Завод No 92) w Gorkim, „Sierp i Młot” (ros. „Серп и Молот”) w Moskwie, Zakład im. M. Kaganowicza (ros. Завод им. М. Кагановича) w Moskwie oraz Debalcewski Zakład Przemysłu Maszynowego (ros. Дебальцевский Завод Машиностроения) w Debalcewie. Zapotrzebowanie na zestawy NPS-3 było bardzo duże, gdyż miały stanowić uzbrojenie 60–70% wieloizbowych schronów na każdym rejonie umocnionym Linii Mołotowa (w II połowie 1941 roku potrzeby budowniczych nowej linii umocnień opiewały na 6943 ckm Maxim wz. 1910/1930 na stanowiskach NPS-3).

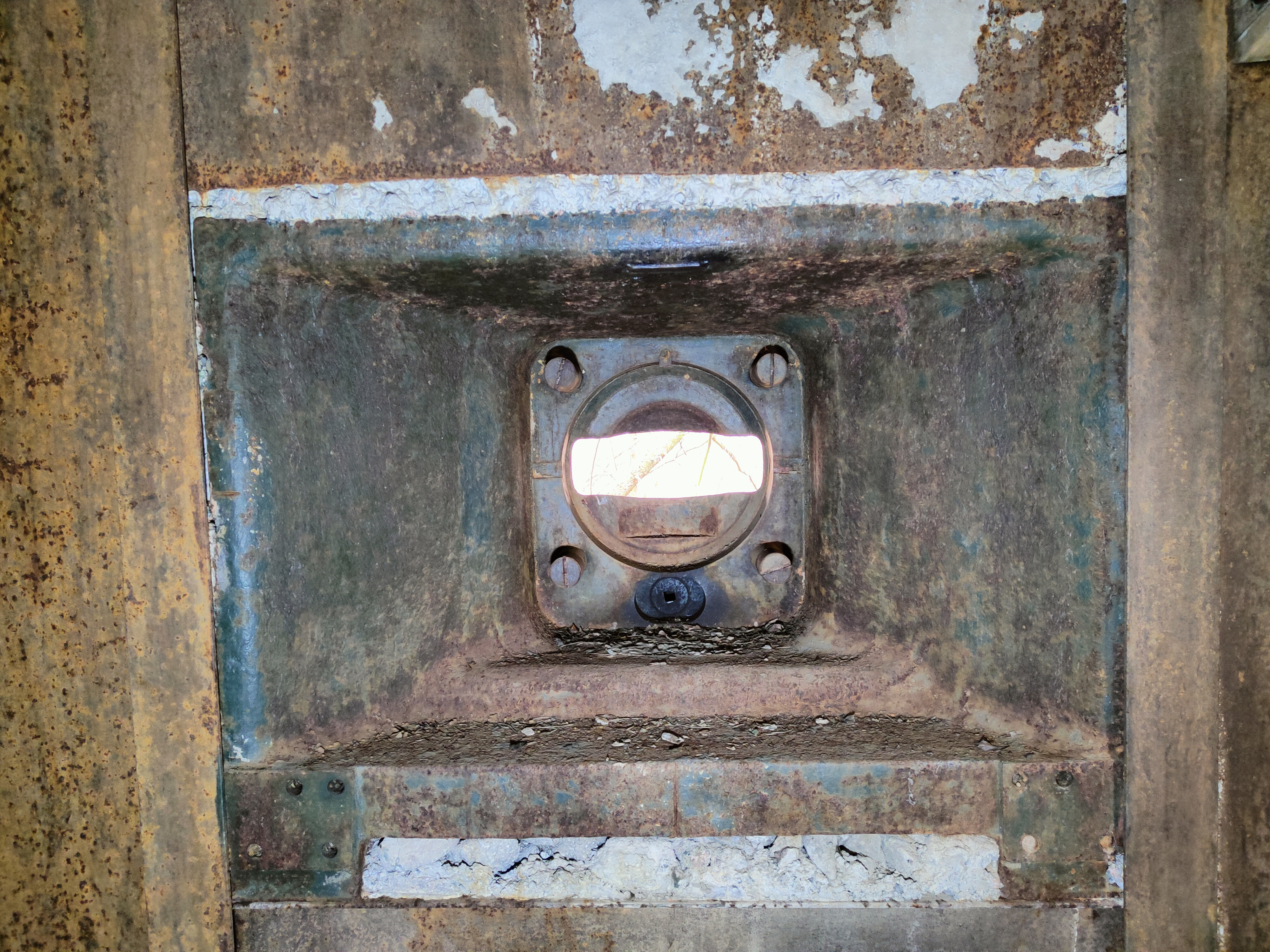
Izba bojowa schronu OPPK z zachowanym pancerzem NPS-3

Stanowiska NPS-3, przeznaczone głównie do zwalczania wrogiej piechoty, stosowane były w schronach broni maszynowej do prowadzenia ognia czołowego PDOT (ros. пулемётная долговременная огневая точка), schronach przeciwpancernych i broni maszynowej do prowadzenia ognia czołowego OPDOT (ros. орудийно-пулемётная долговременная огневая точка), schronach broni maszynowej do ognia bocznego - półkaponierach PPK (ros. пулемётный поукапонир) oraz schronach przeciwpancernych i broni maszynowej do prowadzenia ognia bocznego – kaponierach OPK (ros. орудийно-пулеметный капонир) i półkaponierach OPPK (ros. орудийно-пулеметный поукапонир).

## Opis konstrukcji
Zestaw NPS-3 składał się z następujących elementów:
- ciężkiego karabinu maszynowego Maxim wz. 1910/1930 kalibru 7,62 mm;
- celownika optycznego KT-2;
- lawety (składającej się z prowadnicy oraz sań górnych i dolnych z podziałką kątową);
- dwuczęściowego gazoszczelnego pancerza skrzyniowego, połączonego śrubami;
- pokrętła mechanizmu podniesienia;
- teleskopowej rury zrzutowej dla łusek[11][12].

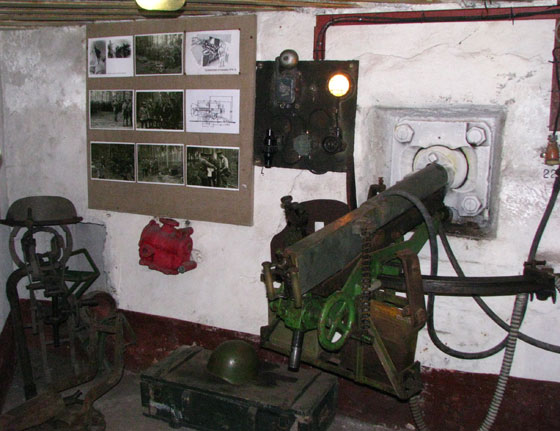
Ckm Maxim wz. 1910/30 na stanowisku NPS-3

Kąt podniesienia lufy zamontowanego w zestawie NPS-3 ckm Maxim wynosił od -12° do +12°, a sektor ostrzału sięgał 60° (30° w prawo i 30° w lewo) . Celowanie w płaszczyźnie poziomej odbywało się ręcznie, poprzez ruch rękojeści karabinu maszynowego, a w pionie odbywało się za pomocą mechanizmu podnoszącego z pokrętłem . Broń osadzona była na łukowatej, przymocowanej do pancerza lawecie, na której umieszczono dwuczęściowe, przemieszczające się po rolkach sanie. Maksymalna donośność ckm wynosiła 5000 metrów, a skuteczny zasięg ognia wynosił 2200 metrów . Szybkostrzelność teoretyczna ckm Maxim wynosiła 600 strz./min, a praktyczna od 250 do 300 strz./min. Wykorzystywano standardową amunicję Mosin 7,62 x 54 R, podawaną do broni w taśmie parcianej liczącej 250 sztuk naboi, umieszczanej w pojemniku amunicyjnym zamontowanym w górnej części sań. Stosowano naboje z pociskami lekkimi (L), ciężkimi (D), przeciwpancernymi (B-30), przeciwpancerno-zapalającymi (B-32) i smugowymi (T).
Lufa ckm osadzona była w jarzmie kulistym o grubości 200 mm, podpartym od wewnątrz gazoszczelną płytą dociskową. W jarzmie prócz umieszczonej centralnie lufy ckm osadzony był także celownik optyczny KT-2, usytuowany z prawej strony (patrząc od wewnątrz); miał on dwukrotne powiększenie i pole widzenia 18° . Do komory zamkowej broni doprowadzone były przewody odprowadzające na zewnątrz schronu gazy prochowe, połączone z elektrycznym wentylatorem KP-4 oraz rezerwowym wentylatorem o napędzie ręcznym. Pod lawetą znajdował się teleskopowy przewód zrzutowy łusek, który wyprowadzony był na zewnątrz schronu do rowu diamentowego lub do hermetycznych zbiorników umieszczonych pod podłogą. Obok stanowiska znajdował się układ chłodzenia lufy ckm, który tworzyły dwa metalowe zbiorniki (górny na zimną wodę i dolny na gorącą) i ręczna pompa.
Długość składającego się z dwóch skręconych śrubami skrzyń, wykonanego ze stali pancernej pancerza miała rozmiar 1000 mm, grubość schodkowej przeciwrykoszetowej części zewnętrznej wynosiła 35 mm, a masa zestawu wynosiła około 1500 kg. Wymiary ambrazury przy grubości ściany schronu 1,5 metra wynosiły 1,45 metra szerokości i 0,45 metra wysokości. Obsługa stanowiska składała się z trzech osób: podoficera – celowniczego, ładowniczego i amunicyjnego .